# Знаур (посёлок)
Знау́р  (осет. Знауыр) или Корниси (груз. ყორნისი) — посёлок городского типа в Закавказье.
Согласно административно-территориальному делению частично признанной Южной Осетии, контролирующей посёлок, является административным центром Знаурского района Южной Осетии; согласно административно-территориальному делению Грузии, формально входит в Карельский муниципалитет края Шида-Картли Грузии.

## География
Расположен на реке Проне Средняя (приток реки Пца, бассейн Куры), на высоте 790 метров над уровнем моря. В 25 км к западу от Цхинвала. Назван в честь осетинского революционера Знаура Айдарова.

## Инфраструктура
В Знауре развиты деревообрабатывающая и пищевая промышленности, действуют объекты инфраструктуры: библиотеки, больница, аптеки, дошкольные и школьные учебные заведения.
Имеется Дом культуры Знаурского района. 10 июля 2009 года в доме культуры Калмыцкие артисты ставили различные постановки.
- В поселке так же имеются[источник не указан 2831 день]:

Средняя общеобразовательная школа, музыкальная школа, районная больница, народный театр, Районная библиотека.

## Топографические карты
- Лист карты K-38-64 Цхинвали. Масштаб: 1 : 100 000. Состояние местности на 1987 год. Издание 1989 г.